# Алергене биљке
Алергене биљке су биљке чији полен изазива алергије.
Да би биљна врста била алергена, мора да задовољи следеће предуслове:
- да је прилагођена на опрашивање ветром – што су поленова зрна биљке мањег промера, сувља и лакша, лакше ће се преносити ветром;
- да полен поседује алергена својства, тј. да се у структури поленовог зрна налазе алергена једињења;
- да биљка производи изузетно велике количине полена – ово је посебно изражена карактеристика код анемофилних биљака. Полен анемофилних биљака мора случајно погодити цветни тучак да би дошло до опрашивања.

Све биљне врсте су према стандардима Светске асоцијације за аеробиологију подељене у следеће групе: дрвеће, траве и корови.
На подручју Србије постоје три максимума нивоа полена у ваздуху у току вегетационог периода:
- ранопролећни (жбуње и анемофилно дрвеће)
- летњи (углавном траве)
- летње-јесењи (корови)

## Анемофилне биљке
Анемофилне биљке су биљке које се опрашују ветром, имају ситна поленова зрна (30-35 µm), сува и лагана због чега их ветар лако разноси на велике удаљености.
Анемофилно дрвеће почиње да цвета средином фебруара и цветање траје до почетка маја. У Србији прва цвета леска (Corylus avellana L.), затим јова (Alnus glutinosa L.), врбе (Salix spp.), брестови (Ulmus spp.), брезе (Betula spp.), букве (Fagus spp.), јавори (Acer spp.) и храстови (Quercus spp.).
Од маја до половине јула цветају траве. Осим тога, већина трава цвета и до краја септембра. У овом периоду осим трава цвета и дрвеће као што су липе и борови.Од друге половине маја до новембра цветају корови и у овом периоду цветају амброзија (Ambrosia artemisiifolia L.), разни пелени (Artemisia spp.), боквице (Plantago spp.), итд. 

## Емитовање полена
Емитовање полена из биљака наступа када полен достигне одређен степен зрелости. Полени биљака улазе у састав ваздуха као компонента органског порекла. На састав и број поленових зрна у ваздуху утичу разни фактори: клима, састав биљног покривача, метеоролошке прилике и поједини хемијски чиниоци. Ниво полена у ваздуху је највиши током сувих и топлих дана праћених слабим ветром, а најнижа када је влажно и хладно време. Кишни периоди смањују број поленових зрна у ваздуху. Међутим, током дуготрајно високе влажности ваздуха долази до бубрења и прскања поленових зрна и ослобађања алергених састојака у ваздух. То је такође узрок појаве тегоба код особа које пате од поленских алергија.

## Алергене особине полена
Алергене особине полена потичу од једињења која се налазе унутар и на површини поленовог зрна. До сензибилизације и реакције особа алергичних на полен долази када поленово зрно дође у контакт са влажном слузницом и ослободи биолошки активне супстанце. 

## Начини преношења полена у природи
Полен се у природи може преносити: ветром (анемофилија), животињама (зоофилија) и водом (хидрофилија).
Распростирање полена ветром је највећи проблем за многе алергије због тога што не постоји начин сузбијања његовог присуства и ширења у ваздуху. Анемофилија је присутна код око једне десетине скривеносеменица.
Најраспрострањенији начин опрашивања код биљака је зоофилија, док је хидрофилија заступљена у биљака које су потпуно потопљене у води (нпр. Ceratophylum, Najasи др.) и чија се поленова зрна преносе водом.

## Календари полена
Календари полена се израђују у циљу помоћи особама које пате од поленских алергија у периоду повећане концентрације поленових зрна у ваздуху. Ови календарипружају информације о појави сезонских алергена у ваздуху. Прецизност израде календара полена зависи од састава биљног покривача, варирања климатских прилика и географских карактеристика терена. 

## Амброзијафамилија
Најпознатија и најопаснија алергена биљка на свету је амброзија чији полен изазива алергију код 10% људи.